# پیتز سیلا
پیتز سیلا (به لاتین: Piz Sella) یک کوه در سوئیس است که در کانتون گراوبوندن واقع شده‌است. پیتز سیلا ۳٬۵۰۶ متر بالاتر از سطح دریا واقع شده‌است.